# 皮皮利
皮皮利（Pipili），是印度奥里萨邦Puri县的一个城镇。总人口14263（2001年）。

## 人口
该地2001年总人口14263人，其中男性7339人，女性6924人；0—6岁人口1734人，其中男933人，女801人；识字率70.01%，其中男性为76.81%，女性为62.80%。